# Горњи Чрнци
Горњи Чрнци (словен. Gornji Črnci, мађ. Királyszék) је насељено место у општини Цанкова, Помурска регија, Словенија.

## Историја
До територијалне реорганизације у Словенији били су у саставу старе општине Мурска Собота

## Становништво
У попису становништва из 2011. године, Горњи Чрнци су имали 144 становника.
| Број становника према пописима | Број становника према пописима | Број становника према пописима |
| ------------------------------ | ------------------------------ | ------------------------------ |
| 1991                           | 2002                           | 2011                           |
| 178                            | 162                            | 144                            |

## Галерија
- крст
- натпис на крсту